# Налоговая служба Великобритании
Налоговая служба (англ. Inland Revenue) до апреля 2005 года была отделом британского правительства, которая была ответственной за сбор прямых налогов, включая подоходный налог, взносы государственного социального страхования, налог на прирост капитала, налог на наследство, налог с доходов корпорации, налог на доходы от нефти и гербовый сбор. Налоговая служба до недавнего времени также осуществляла управление схемами налоговых льгот, в соответствии с которыми деньги, такие как рабочий налоговый кредит (WTC) и детский налоговый кредит (CTC), выплачиваются государством на банковский счет получателя или же как часть его заработной платы. Налоговая служба отвечала также за выплату пособия на ребенка.
Налоговая служба была объединена с Таможенным и акцизным управлением Ее Величества. В результате 18 апреля 2005 г. было создано Управление по налоговым и таможенным сборам Великобритании. Таким образом, бывшая налоговая служба Великобритании стала частью управления налоговой и таможенной службы Ее Величества. Нынешнему названию управления способствовало частое использование выражения в ежегодных радиопередачах словосочетания «От налоговой и таможенной службы» и, в меньшей степени, телевизионных информационных передач для общественности в 2000-х и 2010-х годах.

## История

### Департамент налогов
Началом налоговых поступлений считается 1665 год, когда были введены специальные налоги для оплаты Второй англо-голландской войны и в результате этого была создана Налоговая служба. Для надзора за сбором различных видов налогов необходима была централизованная служба, и таковой стала служба, которая стала называться налоговой.
Налоги, администрируемые Налоговой службой, включали земельный налог, впервые их начали взимать с 1692 года, а также налог на окна и налог на жилье, оба налога начали взимать с 1696 года. В соответствии с веденным налогом на окна, за каждый дом необходимо было платить два шиллинга в год налога плюс четыре шиллинга, если в нем больше 10 окон, или плюс восемь шиллингов, если больше 20. Данный налог не вызывал возмущения англичан, так как для подсчета окон инспектору не нужно было входить в дом. Однако налогоплательщики все равно платили этот налог неохотно, заявляя, что цена дома и арендная плата за него не всегда обусловлена числом окон. Имелись случаи, когда налогоплательщики заколачивали окна, а в Эдинбурге был построен целый квартал домов без окон. Налог просуществовал до середины XIX века.
В 1699 году в Великобритании вместо подушного налога был введен налог на окна, в соответствии с которым за каждый дом необходимо было платить два шиллинга в год налога плюс четыре шиллинга, если в нем больше 10 окон, или плюс восемь шиллингов, если больше 20.. Впоследствии закон несколько раз менялся и к 1775 году выглядел так: за каждый дом в Англии необходимо было платить три шиллинга, в Шотландии — один шиллинг, при этом в Англии за дом менее чем с семью окнами дополнительно нужно было платить 2 пенса, а за дом более чем с 25 окнами — уже 2 шиллинга. В отличие от других видов налога , налог не вызывал возмущения англичан, так как для подсчета окон инспектору не нужно было входить в дом. Однако налогоплательщики все равно платили этот налог неохотно, заявляя, что цена дома и арендная плата за него не всегда обусловлена числом окон. Имелись случаи, когда налогоплательщики заколачивали окна, а в Эдинбурге был построен целый квартал домов без окон. Налог просуществовал до середины XIX века.
После восстановления в Англии королевской власти парламент в 1662 году принял налог на очаги: за каждый очаг в доме необходимо было платить 2 шиллинга в год — налоговый инспектор обходил все дома комната за комнатой в поисках очагов, так как считать количество очагов по каминным трубам было признано ненадежным. Взимание налогов было поручено частным сборщикам, которых налогоплательщики называли "трубочниками". ". Типичной была ситуация, когда хозяева дома маскировали очаг или вообще не пускали в дом инспектора. После отмены налога в царствование Вильгельма и Марии (1689-1702 гг.) в докладе парламента налог был признан "ярмом рабства на целом народе, делающим дом каждого человека беззащитным перед вторжением и обыском по прихоти каких-то людей, совершенно этому человеку незнакомых".
В начале XVII века в Великобритании был введен подушный налог. Интересен тот факт, что налогоплательщики выражали желание заплатить налог выше положенного, чем требовалось по законодательству. Данное решение объяснялось следующим фактом, что налогоплательщики получали налоговую расписку, которая позволяла им получить государственное свидетельство о более высоком социальном статусе.
В 1785 году был введен ряд других различных налогов, сбором которых занималась Гербовая и Акцизная службы. Позже администрирование налогов были переданы в налоговую службу. В перечень были включены налоги на повозки (начиная с 1747 г.), на фургоны и телеги, на слуг (1777 г.) и лошадей (1784 г.) 
9 января 1799 года налог для финансирования войны с Наполеоном был одобрен палатой общин британского парламента со ставкой в 10% со всех доходов, превышающих £200 в год, с пониженной ставкой для доходов от £60 до £200 в год и налоговым освобождением для тех, кто получал меньше £60 в год. Совет общин города Лондона принял заявление по поводу введения налога, в котором заявил, что "обложение налогом ненадежных и постоянно меняющихся доходов от труда и умения людей, занимающихся ремеслами и свободными профессиями, является проявлением произвола, жестокости и притеснения, а методы его сбора не соответствуют британской конституции и противны чувствам англичан". В 1816 году налог, введенный как временный, отменили. Но в 1842 году восстановили, чтобы сбалансировать госфинансы, и он стал постоянным.
В 1894 году в Великобритании была введена прогрессивная ставка пошлины на собственность — от 1% до 8%.

### Гербовая Служба
Гербовая Служба была образована в соответствии с Законом о Гербовой печати 1694 года. В течение XVIII и начала XIX веков в разное время (когда требовалось финансовое давление на экономику, по согласованию с Парламентом) гербовые сборы повышались выше определенного порогового значения, а именно реализуемой стоимости с сохранением рентабельности при реализации газет. , брошюр, лотерейных билетов, договоров на обучение, реклам, игральных карт, игральных костей, шляп, перчаток, запатентованных лекарств, страховых полисов, золотых и серебряных пластин и гербовых знаков (гербы). Еще одна категория налога — это наиболее часто цитируемый пример непопулярного и наиболее сложного для взимания налога -это Закон 1795 года о пошлине на пудру для волос.

### Служба по гербовым сборам

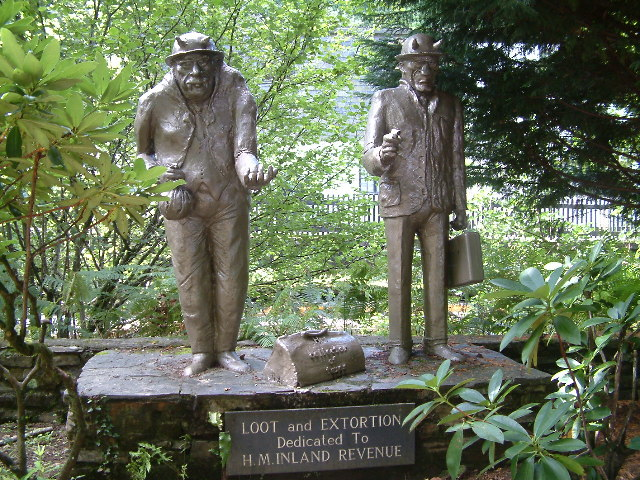
Статуя "ГРАБЕЖ и ВЫМОГАТЕЛЬСТВО", посвященная Налоговой службе Ее Величества. Статуя расположена,в Траго-Миллс (недалеко от Лискерд, Корнуолл), которая подшучивает над Налоговой службой.

В июне 1833 года, после неуклонного сокращения количества взимаемых налогов и сборов, был создан единый орган. Данный орган был уполномочен для объединения доходов от гербовых сборов и налогов. В соответствии с Законом о земельном налоге 1834 года Налоговый совет и Служба по гербовым сборам были официально объединены в Службу по гербовым сборам и налогам.

### Налоговая служба
Налоговая служба была создана в соответствии с Законом о Налоговой службе 1849 года в результате объединения Службы по акцизам и Налоговой службы. Ответственность за уплату акцизов была передана Таможенно-акцизному совету в 1909 году. В 1995 году Налоговой службой с целью рекламной кампании для  улучшения продвижения налоговых деклараций был создан персонаж налогового инспектора Гектора.

### Налоговая и таможенная служба Ее Величества
Подготовленный Бюджет 2004 года включал предложения по слиянию Таможенной и Акцизной службы Великобритании с Налоговой службой с целью создания нового департамента, Налоговой и таможенной службы Ее Величества (HMRC). Слияние было осуществлено в соответствии с Законом  о Налоговой и таможенной службе, который вступил в силу 18 апреля 2005 года.

## Список налогов
- Данные налоги взимались в разное время либо налоговой службой, либо ее предшественниками (акцизы не включены):[6]
- Земельный налог (1692-1963);
- Гербовый сбор (с 1694 г.);
- Налог на дом (Жилой дом с 1778 г.) (1696-1924[7]);
- Оконный налог (1696-1851[7]);
- Налог на наследство (1780-1949);
- Начисленные налоги (1785 г.);
- Налог на мужскую прислугу (1777-1852 гг.) (До 1785 г. находился в ведении акцизного управления);
- Налог на автобусы и экипаж (1785-1798 гг.) (Пошлина ранее находилась в ведении Акцизного управления, 1746-1782 гг.);
- Налог на фургоны, телеги и телеги (1785-1798);
- Налог на дичь (1784-2007 гг.) (Гербовый сбор до 1808 г.; преобразован в акцизную лицензию в 1860 г.);
- Налог на служанок (1785-1792);
- Конный налог (1784-1875) (преобразован в акцизный сбор за лицензию в 1869 году);
- Конный налог (1784-1875) (преобразован в акцизный сбор за лицензию в 1869 году);
- Налог на скаковых лошадей (1784-1874 гг.) (Преобразован в акцизный сбор в 1856 г.);
- Налог на магазин (1785-1789);
- Налог на пудру для волос (1795-1869) (до 1802 года считался лицензионной пошлиной) (с 1786-1800 гг. c пудры для волос также взимался гербовый сбор);[8]
- Налог на собак (1796-1988) (преобразован в акцизный сбор за лицензию в 1867 году);
- Часы и налог на часы (1797-1798);
- Налог на гербовые знаки (1798-1944) (преобразован в акцизный сбор за лицензию в 1869 году);
- Подоходный налог (1799-1802, 1803-1816, 1842 гг.);
- Долг наследования (1853-1949);
- Корпоративный долг (1885-1959);
- Имущественный долг (1894-1974);
- Налог на сверхприбыль (1909-1973);
- Пошлина на сверхприбыль (1915-1921);
- Налог на прибыль (1937-1966);
- Налог на сверхприбыль (1939-1946);
- Налог на прирост капитала (с 1965 г.);
- Корпоративный налог (с 1966 г.);
- Налог на передачу капитала (позже названный налогом на наследство) (с 1974 г.);
- Налог на доходы от нефти (с 1975 г.).

## Известный персонал

### Руководство министерства
Министерство является ответственным за руководство и принятие решений на самом высоком уровне, поскольку концепция любого конкретного налога и степень успеха в сборе любого конкретного налога в конечном итоге зависят от принятых политических решений. Особое значение имеют дебаты в парламенте по поводу их навязывания.

### Государственные служащие
| За период с | До | Фамилия          |
| ----------- | -- | ---------------- |
| ?           | ?  | Ральф Ланг Южный |
| ?           | ?  | Фред Бруман      |

Постоянный секретарь Казначейства выполняет главную консультативную и политическую информативную роль в обеспечении выполнения функций департамента. Он в контакте с председателем Совета, который вместе с остальными членами Совета несут общую ответственность за оперативное выполнение функций Налогового управления.
Поскольку подотделения (как правило, офисы, советы и бюро) ввели свои собственные налоги или расширили сферу своих полномочий, они также стали видеться с генеральными контролерами и председателями.  Примером может служить Роберт Уилки Стэнтон, контролер по гербовым сборам и налогам (Шотландия) Управления внутренних доходов.

### Налоговая система в современной Великобритании
Современная система подоходного налогообложения в Великобритании была заложена реформой 1973 г. В результате этой реформы подоходный налог был унифицирован и приведен в стройную единую систему. Субъекты налогообложения делятся на резидентов и нерезидентов. Доходы резидента Великобритании подлежат налогообложению независимо от источника их возникновения. Нерезидент уплачивает налоги в Великобритании лишь с доходов, полученных на территории этой страны. Английское налоговое право предусматривает два понятия: резидент и домицилий. У англо-говорящих народов эти термины имеют одинаковое значение, в других странах это значение различно.
На сегодняшний день в Великобритании существует следующий перечень  налогов для юридических лиц:
- налог на прибыль;
- налог на доход с производства топлива (только нефте- и газодобывающие компании);
- налог на доход от реализации основных средств (только частные предприниматели и трастовые фонды);
- налог на добавленную стоимость (VAT – 17,5%);
- акцизы на нефтепродукты;
- годовой акцизный налог на грузовые автомашины, такси и автобусы;
- деловой налог с арендаторов нежилых помещений (в некоторых графствах).

Перечень налогов для физических лиц в Великобритании:
- Income Tax - подоходный налог;
- National Insurance Contributions - отчисления в пенсионный и страховой фонды;
- Capital Gains Tax - налог на прирост капитала;
- Inheritance Tax - налог на наследство;
- Council tax - муниципальный налог на содержание улиц, вывоз мусора и т.д.
- Stamp Duty - гербовый сбор при покупке недвижимости;
- годовой акцизный налог на владельцев личного транспорта (если автомашина выпущена после 1973 года);
- налоги на страхование имущества и на владение телевизором (черно-белым, между прочим, тоже);
- также налог на жилые дома, сохранившийся в некоторых графствах Великобритании.

Начиная с 6 апреля 2013 года, статус налогового резидентства в  Великобритании определяется законодательно на основании STATUTORY RESIDENCE TEST, состоящего из трех частей. Новые правила заменили собой ранее действующую правоприменительную практику. Эти правила введены для того, чтобы налогоплательщик мог более конкретно дать оценку своей налоговой ситуации в стране, где он является резидентом.
Налоговая система Великобритании состоит из общегосударственных и местных налогов. Общегосударственные налоги: подоходный налог для физических лиц, налог на прибыль из предприятий (корпоративный налог), налог на прирост капитала, налог на доходы от нефти, налог из наследства, налог на добавленную стоимость (VAT), пошлины и акцизы, а также гербовые собрания. Общегосударственные налоги в Великобритании представляют сверх 90% налоговых поступлений в государственный бюджет. К местным налогам принадлежит только налог на имущество, часть которого составляет около 10% налоговых доходов.
Любая прибыль, которая была получена на территории Великобритании, облагается налогом независимо от местожительства или формального резидентства лица или страны регистрации компании.
В случае с частными лицами это можно понять таким образом. Лица, которые не являются налоговыми резидентами в Великобритании, платят налог только на прибыль, полученную на территории Великобритании. Полученные за пределами страны доходы, не облагаются налогом.
Для лиц, которые являются налоговыми резидентами с домицилием в Великобритании, налогом облагаются любая прибыль: как полученная на территории Великобритании, так и за её пределами.
Для лиц, которые являются налоговыми резидентами с домицилием в любой стране кроме Великобритании, прибыль, полученная на территории Англии облагается налогом. Прибыль, полученная за ее пределами, облагается налогом только в том случае, если он ввозится на территорию Великобритании. (В этом случае Великобритания выступает в качестве страны с льготным налоговым режимом). Домицилий также влияет на налог на наследство и налог на прирост капитала.
Подоходный налог с физических лиц взимается не по совокупному доходу, а по типам доходов. Подоходный налог взимается в Великобритании по прогрессивной ставке. В случае, когда недвижимость в Великобритании приобретается физическим лицом в целях инвестиции и получения дохода, будут актуальны налоги от 20% до 45%. Налог, когда недвижимость сдается в аренду, называется Income Tax (подоходный налог).
Налог, который платится при продаже недвижимости, называется Capital Gains Tax (налог на прирост капитала). Этот налог выплачивается после продажи недвижимости, каждый случай должен рассматриваться индивидуально.
Налог с наследства (Inheritance Tax) возникает лишь в том случае, если наследственная масса, состоящая преимущественно из объектов, расположенных на территории Великобритании, оценивается в более чем £325,000. Все суммы свыше этой цифры облагаются по ставке 40%. Избежать уплаты данного налога можно, правильно составив завещание и воспользовавшись услугами финансового эдвайзера (советника).
Налог на дарение зависит от количества прожитых лет дарителя. Если даритель проживёт 7 лет после даты дарения, то такой налог не будет применён. Но при этом может возникнуть налог на прирост капитала.

## Этапы контракта
В 2001 году Налоговая служба заключила по собственной финансовой инициативе договор, согласно которому она продала компании Mapeley две трети своего имущества за 370 миллионов фунтов стерлингов, а затем вернула свое имущество назад.